# كونتي روسيني
كارلو كونتي رُوسِّيني (بالإيطالية: Carlo Conti Rossini)‏ (1289 - 1368 ه‍ـ / 1872 - 1949 م) هو مستشرق إيطالي.
أتقن اللغتين الحبشية والقحطانية. من آثاره نشر «مختارات» مفيدة سنة 1931 م من نقوش اللغة العربية الجنوبية.